# Susan Chepkemei
Susan Chepkemei  (née le 25 juin 1975 à Komol) est une athlète kényane, spécialiste des courses de fond.

## Biographie
Elle se distingue lors des championnats du monde de semi-marathon en décrochant, en individuel, la médaille d'argent en 2000, 2001 et 2002 et la médaille de bronze en 2005. Elle s'adjuge par ailleurs le titre par équipes en 2001 et 2002.
En cross-country, elle remporte la médaille de bronze de l'épreuve du cross-long en 2000. Elle se classe par ailleurs deuxième de l'épreuve du cross-long par équipes en 1999 et 2000 et s'adjuge la médaille d'or en 2001 en compagnie de Lydia Cheromei, Pamela Chepchumba et Leah Malot. 
Sur piste, Susan Chepkemei remporte le titre du 10 000 mètres lors des Championnats d'Afrique de 2002, à Radès, et se classe par ailleurs, cette même année, deuxième des Jeux du Commonwealth, à Manchester.
Elle remporte le Marathon de Rotterdam en 2001, dans le temps de 2 h 25 min 45 s.
Elle est suspendue pour dopage, du 19 octobre 2007 au 18 octobre 2008.

### Palmarès
| Date | Compétition                            | Lieu       | Résultat | Épreuve     |
| ---- | -------------------------------------- | ---------- | -------- | ----------- |
| 2000 | Championnats du monde de semi-marathon | Veracruz   | 2e       | Individuel  |
| 2001 | Championnats du monde de semi-marathon | Bristol    | 2e       | Individuel  |
| 2001 | Championnats du monde de semi-marathon | Bristol    | 1re      | Par équipes |
| 2002 | Jeux du Commonwealth                   | Manchester | 2e       | 10 000 m    |
| 2002 | Championnats d'Afrique                 | Radès      | 1re      | 10 000 m    |
| 2002 | Championnats du monde de semi-marathon | Bruxelles  | 2e       | Individuel  |
| 2002 | Championnats du monde de semi-marathon | Bruxelles  | 1re      | Par équipes |
| 2005 | Championnats du monde de semi-marathon | Edmonton   | 3e       | Individuel  |

### Records
| Épreuve       | Performance     | Lieu       | Date            |
| ------------- | --------------- | ---------- | --------------- |
| 10 000 m      | 31 min 32 s 04  | Manchester | 30 juillet 2002 |
| Semi-marathon | 1 h 7 min 36 s  | Bristol    | 7 octobre 2001  |
| Marathon      | 2 h 21 min 46 s | Londres    | 23 avril 2006   |